# Gardun vára
Gardun vára (horvátul: Stari grad Gardun) egy középkori várhely Horvátországban, Bród-Szávamente megyében, Garcsin település határában. 

## Fekvése
A falutól mintegy 5 km-re északra az azonos nevű kisebb hegy tetején állt.

## Története
Gardun várát valószínűleg a 6. vagy a 7. században építették, így a horvátok bejövetelekor még majdnem új volt. Maradványai nemrég még láthatók voltak. Egykori jelentőségét jelzi, hogy az alatta felvő település és a patak is megőrizte a nevét.
Bosznia eleste után a török veszély erősödésével a diakovári püspök kisebb várat épített ide.
A várat 1474-ben említik először „castellum Garchyn” alakban. A boszniai püspökség birtoka volt. 1536-ban a török mégis megszállta a területet. A vár a török uralom idején megsemmisült.